# San Paolo Maggiore (Bologna)

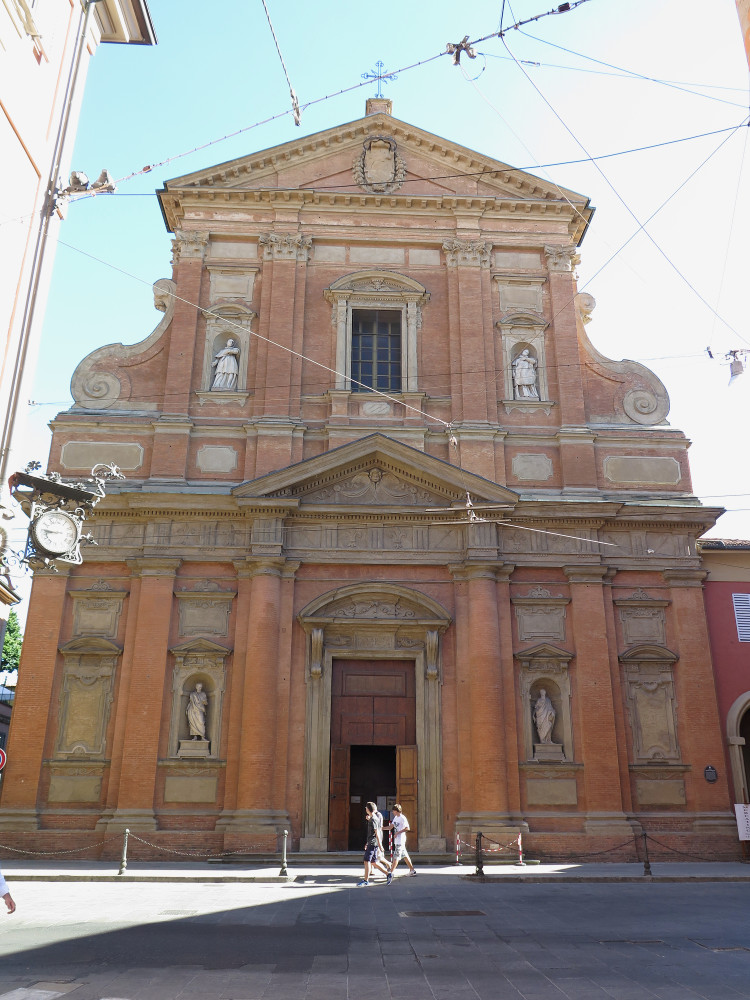
Chiesa di San Paolo Maggiore

Die Chiesa di San Paolo Maggiore ist eine Barockkirche in der Innenstadt von Bologna. Sie befindet sich in der Via Carbonesi 18, wurde 1606 bis 1611 erbaut und verfügt über bedeutende Gemälde von Lodovico Carracci, Giuseppe Maria Crespi und Guercino.

## Geschichte

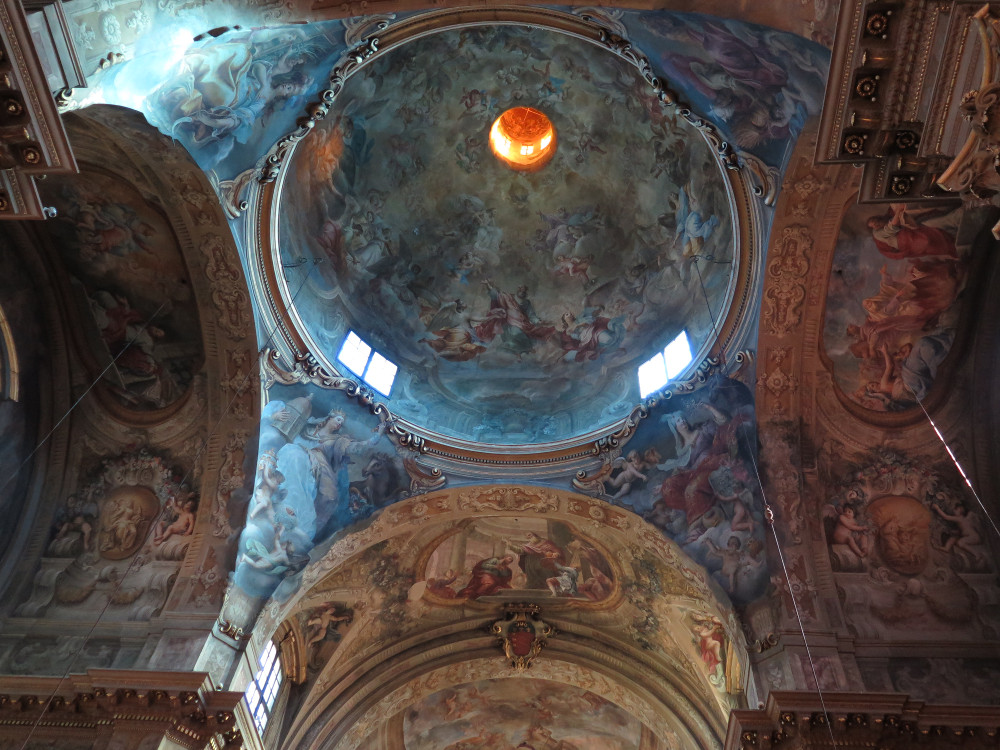
Kuppel

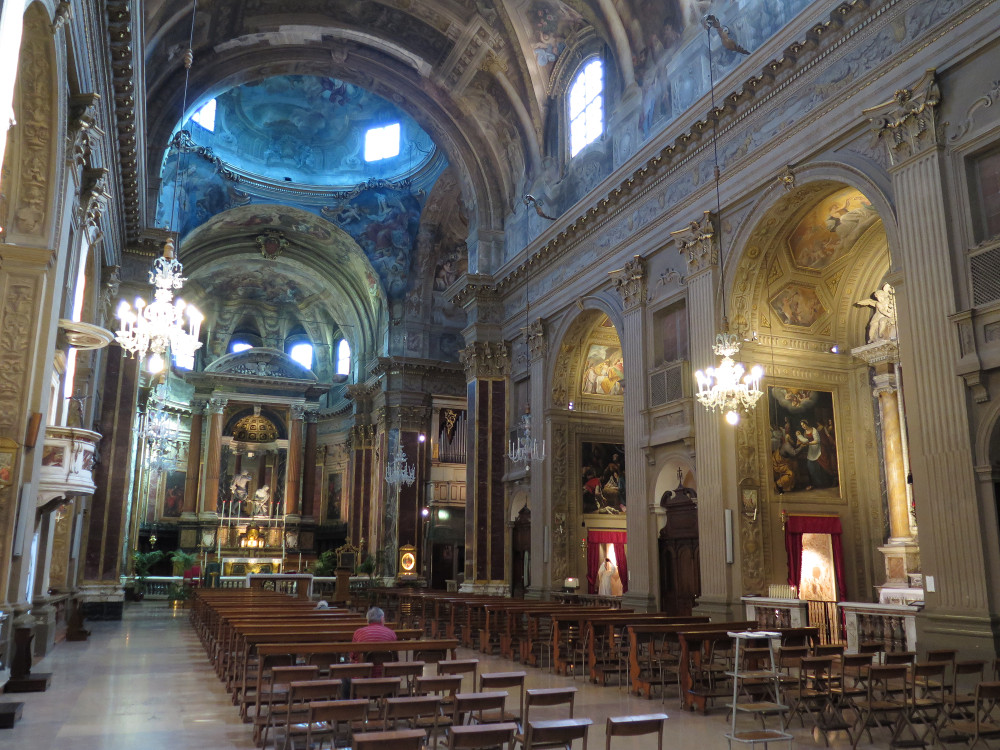
Kirchenschiff

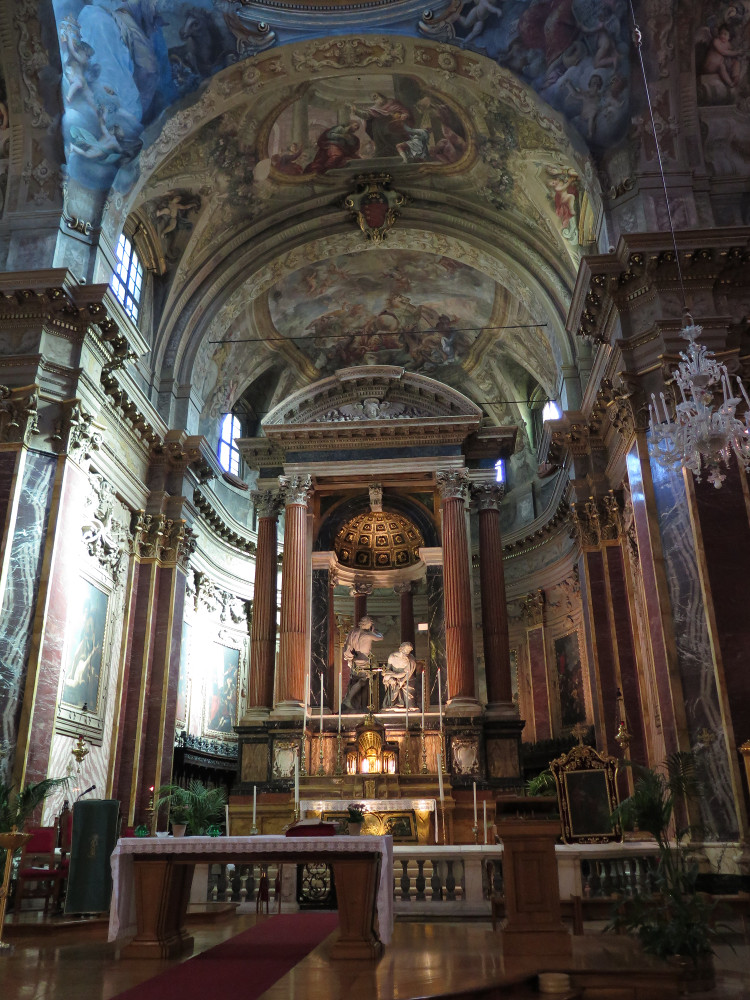
Hochaltar

Die Kirche wurde ursprünglich für die Kongregation der Regularkleriker vom hl. Paulus, bekannt als Barnabiten, errichtet, gewidmet dem Apostel Paulus von Tarsus. Während das Kirchenschiff zu Beginn des 17. Jahrhunderts aufgrund von Entwürfen des Giovanni Ambrogio Magènta (1565–1635) fertiggestellt wurde, fehlten Kuppel und Frontfassade. Letztere wurde 1636 von Ercole Fichi (1595–1665) hinzugefügt, der Bau der Kuppel wurde 1634 begonnen. Fichi wurde auch die Gestaltung von zwei Heiligenfiguren in den Nischen übertrage, des Karl Borromäus und des Philipp Neri. 
In der Napoleonischen Periode blieb die Kirche geschlossen. 1819 wurde sie wiedereröffnet und durch Angelo Venturoli (1749–1821) grundlegend renoviert. Nach einer weiteren Schließung wurde sie 1878 erneut eingeweiht.
Am 27. Januar 1961 erhielt die Kirche den Titel einer Basilica minor verliehen.

## Ausstattung
Der Hochaltar stammt aus den Jahren 1643 bis 1650 und wurde besonders prächtig ausgeführt. Zentral angebracht ist die Skulptur Decollazione di San Paolo, die Enthauptung des hl. Paulus, von den Barnabiten in Auftrag gegeben und von dem Bologneser Alessandro Algardi gestaltet. Der Künstler fertigte auch die Medaillondecke über Altar und  Tabernakel. Über dem Altar befinden sich wichtige Gemälde von Meistern der Bologneser Schule, von Guercino, Giuseppe Maria Crespi, auch bekannt als Lo Spagnolo und Lodovico Carracci, dessen Darstellung der Unbefleckten Empfängnis gemeinhin als Il paradiso bezeichnet wird. Guernica widmet sich dem Hl. Gregor und den Seelen im Fegefeuer.
Eines der Deckengemälde, Christus und die Gelehrten, stammt von Giacomo Cavedone und Guido Reni. Von Cavedone gemalt wurden auch die Wandgemälde Anbetung der Hirten und die Anbetung der hl. drei Könige. Von Giovanni Andrea Donducci, genannt Mastelletta, stammen ebenfalls zwei großformatige Wandgemälde, ein Cristo all’orto und eine Kreuzwegstation.
Im Inneren des Gebäudes wurden mehrere Gewölbe von den Brüdern Antonio und Giuseppe Rolli mit Fresken versehen, die das Leben und die Taten des heiligen Paulus in Athen zeigen.